# Список животных, занесённых в Красную книгу Республики Мордовия
Ниже приведён список животных, занесённых в Красную книгу Республики Мордовия.
В квадратных скобках после названия каждого вида указан цифровой код, обозначающий категорию редкости:
0 — вероятно, исчезнувшие на территории Республики Мордовия;

1 — исчезающие виды, выживание которых маловероятно, если не прекратится воздействие угрожающих для них факторов;

2 — уязвимые виды с неуклонно сокращающейся численностью;

3 — редкие виды, распространённые на небольших территориях, либо на больших, но с низкой плотностью популяций;

4 — виды с неопределённым статусом, сведения об их состоянии недостаточны;

5 — восстанавливаемые или восстанавливающиеся виды, численность их начала расти.

## Беспозвоночные

### Плоские черви
Семейство Дендроцелиды (Dendrocoelidae)
- Планария молочно-белая  (Dendrocoelum lacteum) [4]

### Моллюски

#### Брюхоногие
Семейство Затворки (Valvatidae)
- Затворка красивая (Valvata pulchella) [4]
- Затворка плоская (Valvata cristata) [4]

Семейство Прудовики (Lymnaeidae)
- Прудовик гладкий (Lymnaea glabra) [4]

Семейство Физы (Physidae)
- Физа пузырчатая (Physa fontinalis) [4]

Семейство Катушки (Planorbidae)
- Чашечка речная (Ancylus fluviatilis) [4]
- Катушка гребнистая (Armiger crista) [4]
- Катушка килевая (Planorbis carinatus) [4]
- Катушка белая (Anisus albus) [4]

Семейство Акролоксиды (Acroloxidae)
- Чашечка озёрная (Acroloxis lacustris) [4]

### Членистоногие

#### Ракообразные
Семейство — Бранхиподы — Branchipodidae
- Жаброног обыкновенный (Branchipus stagnalis) [4]

Семейство Щитни (Triopsidae) [4]
- Щитень весенний (Lepidurus apus) [4]

Семейство Речные раки (Astacoidea)
- Рак узкопалый (Pontastacus leptodactylus) [4]

#### Паукообразные
Семейство Водяные пауки (Argyronetidae)
- Паук-серебрянка (Argyroneta aguatica) [4]

Семейство Бродячие пауки (Pisauridae)
- Паук доломедес (Dolomedes fimbriatus) [4]

#### Насекомые

##### Стрекозы
Семейство Коромысла (Aeschnidae)
- Дозорщик-император (Anax imperator) [2]

Отряд Прямокрылые
Семейство Сверчковые (Gryllidae)
- Сверчок степной (Gryullus desertus) [2]

##### Равнокрылые
Семейство Певчие цикады (Cicadidae)
- Цикадка горная (Cicadetta montana) [2]

Семейство Горбатки (Membracidae)
- Горбатка обыкновенная (Centrotus cornutus) [2]

##### Полужесткокрылые, илиКлопы
Семейство Водяные скорпионы (Nepidae)
- Ранатра палочковидная (Ranatra linearis) [3]
- Водоскорпион (Nepa cinerea) [4]

Семейство Клопы-охотники (Nabidae)
- Охотник бескрылый (Himacerus apterus) [2]

Семейство Хищники-крошки (Anthocoridae)
- Ориус маленький (Orius minutus) [2]

Семейство Хищнецы (Reduviidae)
- Ринокорис красный (Rhinocoris iracundus) [2]
- Пиголампус двузубчатый (Pyglampis bidentata) [2]

Семейство Щитники (Pentatomidae)
- Пикромерус двузубый (Picromerus bidens) [2]
- Щитник синий (Zicrona caerulea) [2]

##### Жесткокрылые, илиЖуки
Семейство Водолюбы (Hydrophilidae)
- Водолюб большой (Hydrous aterrimus) [4]

Семейство Плавунцы (Dytiscidae)
- Плавунец широкий (Dytiscus latissimus) [4]

Семейство Жужелицы (Carabidae)
- Скакун лесной (Cicindela silvatica) [3]
- Красотел пахучий (Calosoma sycophanta) [3]
- Красотел бронзовый (Calosoma inquisitor) [3]
- Жужелица золотоямчатая (Carabus clathratus) [2]
- Жужелица блестящая (Carabus nitens) [3]
- Жужелица фиолетовая (Carabus violaceus) [2]
- Жужелица головастая (Broscus cephalotes) [2]
- Моховик (Calathus fuscipes) [2]
- Жужелица просяная (Harpalus calceatus) [2]
- Лебия синеголовая (Lebia cyanocephala) [3]

Семейство Стафилиниды (Staphylinidae)
- Стафилин пахучий (Ocypus olens) [3]

Семейство Мертвоеды (Silphidae)
- Мертвоед четырёхточечный (Xylodrepa quadripunctata) [2]

Семейство Рогачи (Lucanidae)
- Жук-олень (Lucanus cervus) [3]
- Рогачик малый (Ceruchus chrysomelinus) [2]

Семейство Падальники (Trogidae)
- Песчаник обыкновенный (Trox sabulosus) [2]

Семейство Пластинчатоусые (Scarabaeidae)
- Бронзовка гладкая (Netocia aeruginosa) [2]
- Афодий двупятнистый (Aphodius bimaculatus) [2]
- Афодий краснобрюхий (Aphodius foetens) [2]
- Калоед-бык (Onthophagus taurus) [2]
- Жук-носорог (Oryctes nasicornis) [3]
- Кузька-крестоносец (Anisoplia agricola) [2]
- Восковик отшельник (Osmoderma eremita) [3]
- Пестряк короткокрылый (Valgus hemipterus) [2]
- Пестряк восьмиточечный (Gnorimus octopunctatus) [2]
- Хрущик степной (Anomala erranus) [3]

Семейство Мягкотелки (Cantharidae)
- Краснокрыл кровавый (Lygistopterus sanguineus) [2]

Семейство Божьи коровки (Coccinellidae)
- Коровка двуточечная (Adalia bipunctata) [2]
- Коровка пятиточечная (Coccinella quinquepunctata) [2]

Семейство Огнецветки (Pyrochroidae)
- Огнецветка багряная (Pyrochroa coccinea) [2]

Семейство Быстрянки (Anthicidae)
- Единорог обыкновенный (Notoxus monoceros) [2]

Семейство Нарывники (Meloidae)
- Майка синяя (Meloe violaceus) [2]

Семейство Усачи (Cerambycidae)
- Коротконадкрыл большой (Necydalis major) [2]
- Краснокрыл Келера (Purpuricenus kaehleri) [2]

Семейство Листоеды (Chrysomelidae)
- Листоед окаймленный (Chrysomela limbata) [2]

Семейство Долгоносики (Curculionidae)
- Фрачник обыкновенный (Lixus iridis) [2]

##### Сетчатокрылые
Семейство Златоглазки (Chrysopidae)
- Златоглазка обыкновенная (Chrysopa perla) [2]
- Златоглазка желтолобая (Chrysopa flavifrons) [2]

##### Верблюдки
Семейство Верблюдки (Raphidiidae)
- Верблюдка тонкоусая (Raphidia ophiopsis) [3]

##### Двукрылые
Семейство Ктыри (Asilidae)
- Ктырь горбатый (Laphria gibbosa) [2]

Семейство Журчалки (Syrphidae)
- Сирф полулунный (Syrphus corollae) [2]

Семейство Тахины (Tachinidae)
- Ежемуха большая (Tachina grossa) [2]
- Фазия пёстрая (Phasia crassipennis) [2]

##### Чешуекрылые
Семейство Пестрянки (Zygaenidae)
- Пестрянка глазчатая (Zygaena carniolica) [3]
- Пестрянка черноточечная (Zygaena laeta) [3]
- Пестрянка таволговая (Zygaena filipendulae) [3]

Семейство Парусники (бабочки) (Papilionidae)
- Махаон (Papilio machaon) [3]
- Подалирий (Iphiclides podalirius) [3]
- Аполлон обыкновенный (Parnassius apollo) [3]
- Мнемозина (Parnassius mnemosyne) [3]
- Поликсена (Zerynthia polyxena) [3]

Семейство Нимфалиды (Nymphalidae)
- Ленточник тополёвый (Limenitis populi) [2]
- Траурница (Nymphalis antiopa) [2]
- Нимфалис v-белое (Nymphalis vau-album) [2]

Семейство Павлиноглазки (Saturniidae)
- Павлиноглазка малая (Saturnia pavonia) [2]
- Павлиноглазка рыжая (Aglia tau) [2]

Семейство Бражники (Sphingidae)
- Шмелевидка скабиозная (Hemaris tityus) [3]
- Бражник осиновый (Laothoe tramulae) [3]

Семейство Коконопряды (Lasiocampidae)
- Коконопряд тополеволистный (Gastropacha populifolia) [3]

Семейство Медведицы (Arctiidae)
- Медведица пурпурная (Rhyparia purpurata) [3]
- Медведица-хозяйка (Pericallia matronula) [3]

##### Перепончатокрылые
Семейство Наездники (Ichneumonidae)
- Пристомер ранящий (Pristomerus vulnerator) [2]

Семейство Наездники-бракониды (Braconidae)
- Апантелес шелкопрядный (Apanteles liparidis) [2]

Семейство Трихограмматиды (Trichogrammatidae)
- Трихограмма обыкновенная (Trichgramma evanescens) [2]

Семейство Антофориды (Anthofotidae)
- Пчела-плотник (Xylocopa valga) [2]

Семейство Пчелиные (Apidae)
- Шмель каменный (Bombus lapidarius) [2]
- Шмель дупловой (Bombus hypnorum) [3]
- Шмель земляной (Bombus terrestris) [2]

## Позвоночные

### Круглоротые
Семейство Миноговые (Petromyzonidae)
- Минога каспийская (Caspiomyzon wagneri) [0]
- Минога ручьевая (Lampetra planeri) [1]

### Костные рыбы
Семейство Осетровые (Acipenseridae)
- Осётр русский (Acipenser gueldenstaedtii) [1]
- Стерлядь (Acipenser ruthenus) [2]

Семейство Лососёвые (Salmonidae)
- Белорыбица (Stenodus leucichthys) [1]

Семейство Карповые (Cyprinidae)
- Подуст обыкновенный (Chondrostoma nasus) [3]
- Быстрянка (Alburnoides bipunctatus) [3]
- Белоглазка (Abramis sapa) [3]
- Гольян озёрный (Phoxinus perenurus) [3]
- Сазан (Cyprinus carpio) [2]
- Жерех (Aspius aspius) [2]
- Белопёрый пескарь (Romanogobio albipinnatus) [4]
- Голавль (Leuciscus cephalus) [2]
- Елец (Leuciscus leuciscus) [2]

Семейство Вьюновые (Cobitidae)
- Щиповка обыкновенная (Cobitis taenia) [4]

Семейство Окуневые (Percidae)
- Берш или Волжский судак (Stizostedion volgensis) [3]

Семейство Керчаковые (Cottidae)
- Подкаменщик обыкновенный (Cottus gobio) [3]

### Земноводные
Семейство Дискоязычные (Discoglossidae)
- Жерлянка краснобрюхая (Bombina bombina) [2]

Семейство Жабы (Bufonidae)
- Жаба серая (Bufo bufo) [3]

Семейство Настоящие лягушки (Ranidae)
- Лягушка травяная (Rana temporaria) [3]
- Съедобная лягушка (Rana esculenta) [4]

### Пресмыкающиеся
Семейство Пресноводные черепахи (Emydidae)
- Черепаха болотная (Emys orbicularis) [4]

Семейство Ужеобразные (Colubridae)
- Медянка обыкновенная (Coronella austriaca) [1]

Семейство Гадюковые (Viperidae)
- Гадюка обыкновенная (Vipera berus) [4]

### Птицы
Семейство Гагаровые (Gaviidae)
- Чернозобая гагара (Gavia arctica) [3]

Семейство Поганковые (Podicipedidae)
- Малая поганка (Podiceps ruficollis) [3]
- Черношейная поганка (Podiceps nigricollis) [3]
- Красношейная поганка (Podiceps auritus) [3]
- Серощёкая поганка (Podiceps grisegena) [4]

Семейство Цаплевые (Ardeidae)
- Малая выпь (Ixobrychus minutus) [3]
- Большая белая цапля (Egretta alba) [4]

Семейство Аистовые (Ciconiidae)
- Белый аист (Ciconia ciconia) [3]
- Черный аист (Ciconia nigra) [1]

Семейство Утиные (Anatidae)
- Краснозобая казарка (Rufibrenta ruficollis) [1]
- Серый гусь (Anser anser) [1]
- Лебедь-шипун (Cygnus olor) [3]
- Лебедь-кликун (Cygnus cygnus) [0]
- Пеганка (Tadorna tadorna) [3]
- Серая утка (Anas strepera) [2]
- Шилохвость (Anas acuta) [3]
- Красноносый нырок (Netta rufina) [4]
- Красноголовая чернеть (Aythya ferina) [3]
- Белоглазая чернеть (Aythya nyroca) [1]
- Хохлатая чернеть (Aythya fuligula) [3]

Семейство Скопиные (Pandionidae)
- Скопа (Pandion haliaetus) [1]

Семейство Ястребиные (Accipitridae)
- Степной лунь (Circus macrourus) [3]
- Полевой лунь (Circus cyaneus) [3]
- Змееяд (Circaetus gallicus) [3]
- Орёл-карлик (Hieraaetus pennatus) [3]
- Большой подорлик (Aquila clanga) [3]
- Могильник (Aquila heliaca) [3]
- Беркут (Aquila chrysaetos) [1]
- Орлан-белохвост (Haliaeetus albicilla) [4]

Семейство Соколиные (Falconidae)
- Балобан (Falco cherrug) [1]
- Сапсан (Falco peregrinus) [4]
- Дербник (Falco columbarius) [4]
- Кобчик (Falco vespertinus) [1]
- Степная пустельга (Falco naumanni) [1]

Семейство Тетеревиные (Tetraonidae)
- Белая куропатка (Lagopus lagopus) [0]

Семейство Журавлиные (Gruidae)
- Серый журавль (Grus grus) [2]

Семейство Пастушковые (Rallidae)
- Водяной пастушок (Rallus aquaticus) [3]
- Малый погоныш (Porzana parva) [3]
- Погоныш-крошка (Porzana pusilla) [4]

Семейство Дрофиные (Otididae)
- Дрофа (Otis tarda) [0]
- Стрепет (Tetrax tetrax) [4]

Семейство Шилоклювковые (Recurvirostridae)
- Ходулочник (Himantopus himantopus) [3]

Семейство Кулики-сороки (Haematopodidae)
- Кулик-сорока (Haematopus ostralegus) [2]

Семейство Бекасовые (Scolopacidae)
- Поручейник (Tringa stagnatilis) [3]
- Мородунка (Xenus cinereus) [3]
- Турухтан (Philomachus pugnax) [3]
- Гаршнеп (Lymnocryptes minimus) [4]
- Дупель (Gallinago media) [3]
- Большой кроншнеп (Numenius arquata) [1]
- Большой веретенник (Limosa limosa) [3]

Семейство Тиркушковые (Glareolidae)
- Степная тиркушка (Glareola nordmanni) [0]

Семейство Чайковые (Laridae)
- Сизая чайка (Larus canus) [3]
- Белощёкая крачка (Chlidonias hybridus) [3]
- Малая крачка (Sterna albifrons) [2]

Семейство Голубиные (Columbidae)
- Клинтух (Columba oenas) [5]

Семейство Кукушковые (Cuculidae)
- Глухая кукушка (Cuculus saturatus) [4]

Семейство Совиные (Strigidae)
- Белая сова (Nyctea scandiaca) [3]
- Филин (Bubo bubo) [3]
- Сплюшка (Otus scops) [3]
- Мохноногий сыч (Aegolius funereus) [3]
- Домовый сыч (Athene noctua) [4]
- Воробьиный сыч (Glaucidium passerinum) [4]
- Ястребиная сова (Surnia ulula) [4]

Семейство Сизоворонковые (Coraciidae)
- Сизоворонка (Coracias garrulus) [2]

Семейство Удодовые (Upupidae)
- Удод (Upupa epops) [3]

Семейство Дятловые (Picidae)
- Зеленый дятел (Picus viridis) [3]
- Трехпалый дятел (Picoides tridactylus) [3]

Семейство Жаворонковые (Alaudidae)
- Хохлатый жаворонок (Galerida cristata) [3]

Семейство Трясогузковые (Motacillidae)
- Луговой конек (Anthus pratensis) [3]

Семейство Сорокопутовые (Laniidae)
- Чернолобый сорокопут (Lanius minor) [4]
- Серый сорокопут (Lanius excubitor) [3]

Семейство Крапивниковые (Troglodytidae)
- Крапивник (Troglodytes troglodytes) [3]

Семейство Славковые (Sylviidae)
- Соловьиный сверчок (Locustella luscinioides) [3]
- Обыкновенный сверчок (Locustella naevia) [3]
- Тростниковая камышёвка (Acrocephalus scirpaceus) [4]
- Вертлявая камышовка (Acrocephalus paludicola) [0]
- Северная бормотушка (Hippolais caligata) [3]

Семейство Мухоловковые (Muscicapidae)
- Горихвостка-чернушка (Phoenicurus ochruros) [3]

Семейство Синицевые (Paridae)
- Обыкновенный ремез (Remiz pendulinus) [3]
- Черноголовая гаичка (Parus palustris) [3]
- Хохлатая синица (Parus cristatus) [3]
- Московка (Parus ater) [3]
- Белая лазоревка (Parus cyanus) [4]

Семейство Пищуховые (Certhiidae)
- Обыкновенная пищуха (Certhia familiaris) [5]

Семейство Вьюрковые (Fringillidae)
- Обыкновенный клёст (Loxia curvirostra) [3]

Семейство Овсянковые (Emberizidae)
- Просянка (Miliaria calandra) [4]
- Дубровник (Emberiza aureola) [3]

### Млекопитающие

#### Насекомоядные
Семейство Кротовые (Talpidae)
- Выхухоль (Desmana moschata) [3]

Семейство Землеройковые (Soricidae)
- Бурозубка-крошка (Sorex minutissimus) [2]
- Малая белозубка (Crocidura suaveolens) [3]
- Обыкновенная кутора (Neomys fodiens) [3]

#### Рукокрылые
Семейство Гладконосые (Vespertilionidae)
- Ночница прудовая (Myotis dasycneme) [4]
- Ночница водяная (Myotis daubentoni) [3]
- Ушан бурый (Plecotus auritus) [3]
- Нетопырь-карлик (Pipistrellus pipistrellus) [4]
- Лесной нетопырь (Pipistrellus nathusii) [3]
- Малая вечерница (Nyctalus leisleri) [3]
- Рыжая вечерница (Nyctalus noctula) [3]
- Гигантская вечерница (Nyctalus lasiopterus) [4]
- Двухцветный кожан (Vespertilio murinus) [3]

#### Грызуны
Семейство Беличьи (Sciuridae)
- Байбак или Сурок степной (Marmota bobac) [5]

Семейство Бобровые (Castoridae)
- Бобр речной (Castor fiber) [5]

Семейство Соневые (Gliridae)
- Соня орешниковая (Muscardinus avellanarius) [4]
- Соня садовая (Eliomys quercinus) [4]
- Полчок (Glis glis) [3]

Семейство Тушканчиковые (Dipodidae)
- Мышовка лесная (Sicista betulina) [4]
- Тушканчик большой (Allactaga major) [4]

Семейство Слепышовые (Spalacidae)
- Слепыш обыкновенный (Spalax microphtalmus) [3]

Семейство Хомяковые (Cricetidae)
- Степная пеструшка (Lagurus lagurus) [4]

#### Хищные
Семейство Медвежьи (Ursidae)
- Медведь бурый (Ursus arctos) [1]

Семейство Куньи (Mustelidae)
- Барсук (Meles meles) [2]
- Европейская норка (Mustela lutreola) [2]
- Хорь степной (Mustela eversmanni) [3]
- Выдра речная (Lutra lutra) [3]

Семейство Кошачьи (Felidae)
- Рысь (Lynx lynx) [1]

#### Парнокопытные
Семейство Оленьи (Cervidae)
- Благородный олень (Cervus elaphus) [1]
- Косуля (Capreolus capreolus) [2]

#### Полорогие
- Зубр (Bison bonasus) [1]